# تونی میچل (بازیکن بسکتبال)
تونی میچل (انگلیسی: Tony Mitchell؛ زادهٔ ۷ اوت ۱۹۸۹) بازیکن بسکتبال اهل ایالات متحده آمریکا است.